# Pentan
Pentan je ugljikovodik s formulom C5H12, ; alkan s pet ugljikovih atoma.
Na sobnoj temperaturi i tlaku pentan je tekućina bez boje i mirisa. Možemo ga naći u nekim gorivima, a laboratorijski se posebno koristi kao otapalo. Sličnih je svojstava kao i butan i heksan.

### Ostali projekti
|  | Zajednički poslužitelj ima još gradiva o temi Pentan |